# Horb (sielsowiet Radziuki)
Horb – dawna leśniczówka. Tereny, na których była położona, leżą obecnie na Białorusi, w obwodzie witebskim, w rejonie szarkowszczyńskim, w sielsowiecie Radziuki.

## Historia
W czasach zaborów w gminie Łuczaj, w powiecie dzisieńskim, w guberni wileńskiej Imperium Rosyjskiego.
W latach 1921–1945 leśniczówka leżała w Polsce, w województwie wileńskim, w powiecie dziśnieńskim od 1929 roku w gminie Kozłowszczyzna.
W 1931 w 1 domu zamieszkiwały 4 osoby.
Wierni należeli do parafii rzymskokatolickiej w Łuczaju. Miejscowość podlegała pod Sąd Grodzki w Postawach i Okręgowy w Wilnie; właściwy urząd pocztowy mieścił się w Łuczaju.
W 1938 roku miejscowość należała do gromady Łuck gminy Kozłowszczyzna.